# انجمن مکانیک سنگ ایران
انجمن مکانیک سنگ ایران ( IRSRM )، یکی از انجمن‌های علمی در شاخه فنی-مهندسی و وابسته به شورای انجمن‌های علمی ایران است که در سال ۱۳۷۳ تأسیس شد.
این انجمن از ۵ نفر عضو هیئت مدیره، ۲ نفر عضو علی‌البدل و ۲ نفر بازرس تشکیل شده است.
اهداف انجمن مکانیک سنگ، شامل گسترش و پیشبرد و ارتقا علم مکانیک سنگ، توسعه کمی و کیفی نیروهای متخصص، بهبود بخشیدن به امور آموزشی و پژوهشی در زمینه‌های مربوط به علم مکانیک سنگ می‌گردد. 
این انجمن تاکنون همایش‌هایی را در زمینه مکانیک سنگ برگزار نموده‌است که از جمله می‌توان به میزبانی پنجمین همایش بین‌المللی مکانیک سنگ (ISRM ۲۰۰۸) در آذرماه ۱۳۸۷ و با حضور ۳۴ کشور در تهران اشاره نمود. 
دفتر این انجمن در تهران، دانشگاه تربیت مدرس واقع است. 